# Lee Jong-boon
Lee Jong-boon (kor. 이종분; * 6. Juli 1982) ist eine südkoreanische Badmintonspielerin. 

## Karriere
Lee Jong-boon nahm 2002 an der Weltmeisterschaft für Damenmannschaften im Badminton, dem Uber Cup, teil. Dort wurde sie Vizeweltmeisterin mit ihrem Team. 2002 siegte sie ebenfalls bei den Malaysia International.

## Sportliche Erfolge
| Saison | Veranstaltung               | Disziplin   | Platz | Name                          |
| ------ | --------------------------- | ----------- | ----- | ----------------------------- |
| 2000   | Junioren-Asienmeisterschaft | Damenschaft | 2     | Südkorea                      |
| 2002   | Malaysia Satellite          | Damendoppel | 3     | Lee Jong-boon / Hwang Eun-jin |
| 2002   | Malaysia Satellite          | Dameneinzel | 1     | Lee Jong-boon                 |